# Королевский венгерский орден Святого Стефана
Королевский Венгерский орден Святого Стефана (венг. Magyar Királyi Szent István-rend) — национальный орден Королевства Венгрия в составе Австро-Венгерской империи.

## История

### В Австрийской империи и Австро-Венгрии
Учреждён 5 мая 1764 года австрийской императрицей и королевой Венгрии Марией Терезией как национальный орден Венгерского королевства и служил знаком отличия для венгерской знати — князей, государственных вельмож, гражданских и духовных лиц — за их общественные заслуги. Число членов ордена всех степеней было ограничено в 100 человек.
Учреждённый орден был посвящён памяти первого венгерского короля Стефана I Святого — родоначальника династии Арпадов.

### ВХортистской Венгрии
После распада Австро-Венгерской империи орден перестал существовать — хоть он и был преимущественно венгерским, названным в честь венгерского святого, но его главой были Габсбурги. После аншлюса Австрии, когда та перестала существовать, регент Венгрии Миклош Хорти воспользовался этим, как поводом решить спор в свою пользу, и восстановил орден. В числе награждённых его Большим крестом — германские рейхсмаршал Герман Геринг, министр иностранных дел Иоахим фон Риббентроп, глава МИД фашистской Италии граф Галеаццо Чиано, а также венгры: премьер граф Пал Телеки (26.09.1940), глава кабинета министров Иштван Ураи (12.02.1943) и кардинал Шереди (1944).

### В современной Венгрии
После второй мировой войны орден вновь прекратил существование, но по смерти Отто фон Габсбурга, главы дома Габсбургов, в 2011 г., его преемники согласились передать управление орденом полностью в руки Венгрии и таким образом он был восстановлен как высшая награда Венгрии под названием Венгерский орден Святого Стефана (венг. Magyar Szent István-rend).

## Степени
- Кавалер Большого Креста
- Командор
- Рыцарь

|         |          |                         |
| Планки  |          |                         |
| Кавалер | Командор | Кавалер Большого креста |

## Знаки ордена

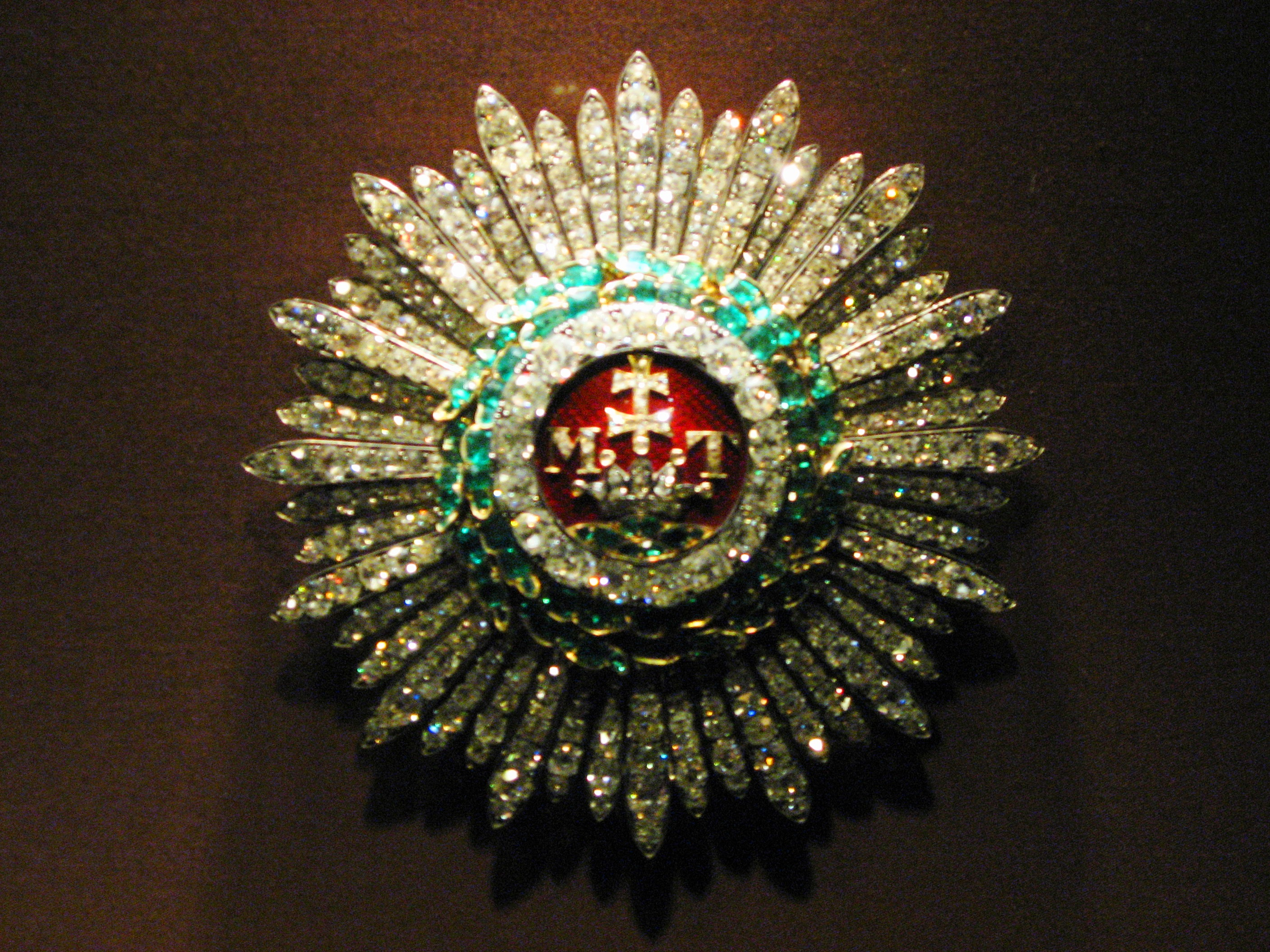
Звезда ордена Святого Стефана 1 класса с бриллиантами

Инсигнии Большого Креста включают знак ордена, нагрудную звезду и ленту-перевязь. К Большому Кресту в знак признания орденских заслуг могли вручаться орденская цепь и/или бриллианты (бриллианты также вручались и к командорскому кресту).
Орденская цепь состоит из перемежающихся золотых звеньев в виде 25-ти венгерских корон, 13-ти вензелей «SS» (Sanctus Stephanus) и 12-ти вензелей «MT» Марии-Терезии. Центральное звено представляет собой ажурный медальон с орлом и надписью «STRINGIT AMORE».
Знак ордена представляет собой золотой леопольдовский крест зеленой эмали. На центральном медальоне красной эмали над золотой короной, стоящей на трех зеленых или черных холмах, изображен белый шестиконечный крест с инициалами Марии-Терезии «M» и «T» по бокам. Медальон обрамлен кольцом белой эмали с девизом ордена «PUBLICUM MERITORUM PRAEMIUM». На реверсе медальона на белом фоне надпись в три строки «STO./STRI./AP.» (Sancto Stephane Regi Apostolico), обрамленная лавровым венком зеленой эмали. Крест увенчан венгерской короной. Ранние знаки могут не иметь короны.
Нагрудная звезда представляет собой серебряную восьмиконечную звезду с прямыми или фасетчатыми лучами. Центральный медальон звезды повторяет медальон знака, но имеет большие размеры и вместо кольца с девизом медальон обрамляет лавровый венок из золотых и зеленых лавровых листьев. Диаметр звезды варьировался от 80 до 102 мм.
Лента-перевязь ордена шелковая муаровая, с бантом у бедра, малиновая или красная с широкими зелеными полосками по краям.
Командорский и рыцарский кресты аналогичны знаку Большого Креста, но имеют меньшие размеры. Командорский крест носился на шейной ленте, а рыцарский — на груди на ленте, сложенной треугольником.

## Награждения
| Правитель           | Годы       | Большой крест (австро)венгры/иностранцы чел. | Командорский крест (австро)венгры чел. | Малый крест (австро)венгры чел. |  |
| Мария Терезия       | 1764–1765  | 14 / 1                                       | 14 / –                                 | 18 / –                          |  |
| Иосиф II            | 1765–1790  | 43 / 4                                       | 51 / 2                                 | 92 / –                          |  |
| Леопольд II         | 1790–1792  | 4 / 1                                        | – / –                                  | – / –                           |  |
| Франц II            | 1792–1835. | 76 / 108                                     | 76 / 19                                | 135 / 8                         |  |
| Фердинанд I         | 1835–1848  | 13 / 35                                      | 29 / 05                                | 37 / –                          |  |
| Франц Иосиф I       | 1848–1916  | 151 / 396                                    | 61 / 7                                 | 277 / 3                         |  |
| Карл I              | 1916–1918  | 14 / 1                                       | 14 / –                                 | 18 / –                          |  |
| регент Миклош Хорти | 1938–1944  | 2 / 3                                        | 1 / –                                  | – / –                           |  |
| Всего               | 1764–1944  | 866 чел.                                     | 268 чел.                               | 582 чел.                        |  |